# John S. Barbour, Jr.
John Strode Barbour, Jr., född 29 december 1820 i Culpeper County, Virginia, död 14 maj 1892 i Washington, D.C., var en amerikansk demokratisk politiker. Han representerade delstaten Virginia i båda kamrarna av USA:s kongress, först i representanthuset 1881-1887 och sedan i senaten från 1889 fram till sin död. Han var son till John S. Barbour som var kongressledamot 1823-1833.

## Biografi
Barbour studerade juridik vid University of Virginia och inledde 1841 sin karriär som advokat i Culpeper. Han var verkställande direktör för Orange & Alexandria Railroad Co. 1852-1881.
Barbour blev invald i representanthuset i kongressvalet 1880. Han omvaldes två gånger. Han efterträddes 1887 som kongressledamot av William Henry Fitzhugh Lee.
Barbour efterträdde 1889 Harrison H. Riddleberger som senator för Virginia. Han avled 1892 i ämbetet och efterträddes av Eppa Hunton.